# Mason Graham
Pour les articles homonymes, voir Graham.
Mason Graham (né le 2 septembre 2003 à Mission Viejo) est un joueur américain de football américain évoluant au poste de defensive tackle. Il joue actuellement pour la franchise des Browns de Cleveland en National Football League (NFL).

## Biographie
Il a joué au football universitaire pour les Wolverines du Michigan (université du Michigan, 2022–2024). En 2023, il remporte un championnat national et est élu « Meilleur joueur défensif » du Rose Bowl.
Il a été sélectionné à la 5e place (premier tour) par les Browns de Cleveland lors de la draft 2025 de la NFL.